# نورما كروكر
نورما كروكر (بالإنجليزية: Norma Croker)‏ هي منافسة ألعاب القوى أسترالية، ولدت في 11 سبتمبر 1934 في بريزبان في أستراليا.

## وصلات خارجية
- نورما كروكر على موقع النتائج التاريخية لألعاب القوى الأسترالية (الإنجليزية)
- نورما كروكر على موقع اللجنة الأولمبية الدولية (الإنجليزية)
- نورما كروكر على موقع أوليمبيديا (الإنجليزية)
- نورما كروكر على موقع اللجنة الأولمبية الأسترالية (الإنجليزية)